# Rotationswäscher
Ein Rotationswäscher ist ein Apparat zum Stoffaustausch zwischen strömenden Gasen und Flüssigkeiten. Bei Rotationswäschern wird zwischen Rotationszerstäubern und Desintegratoren unterschieden.  Bei beiden Ausführungen erfolgt der Energieeintrag zur Erzeugung der Tropfen durch umlaufende mechanische Elemente. Sie werden zur Abgasreinigung eingesetzt.

## Funktionsweise

### Rotationszerstäuber
Beim Rotationszerstäuber wird die Waschflüssigkeit von sich drehenden Einbauten, wie z. B. rotierende Schreiben oder Zerstäuberräder, verdüst. Dabei entsteht ein Tropfenschleier zwischen Apparatewand und Zerstäubereinrichtung. Bei Durchquerung dieses Schleiers werden die im Gas enthaltenen Partikel von der Flüssigkeit aufgenommen und aufgrund von Zentrifugalkraft zur Apparatewand befördert. Vorteile des Rotationszerstäubers sind ein niedriger Druckverlust, ein weiter Leistungsbereich und die Möglichkeit, die Waschflüssigkeit hoch zu beladen. Dem steht eine aufwendige Konstruktion gegenüber. Auch der Energiebedarf zum Antrieb der Zerstäubereinrichtung kann erheblich sein.

### Desintegrator
Beim Desintegrator befinden sich in einem Spiralgehäuse konzentrisch angeordnete Einbauten, die teils rotieren (Rotorkörbe) und teils stationär (Statorkörbe) sind. Über Einspritzröhren wird die Waschflüssigkeit in den Desintegrator eingebracht. Im Gleichstrom passieren Gas und Waschflüssigkeit alternierend Rotor- und Statorkörbe. Durch die Rotationsbewegung der Rotorkörbe erfolgen ständige Richtungswechsel mit zeitweilig hohen Relativgeschwindigkeiten und ständiger Erneuerung der Waschflüssigkeitskontaktfläche. Mittels Desintegrator kann ein Druckgewinn erzielt werden.

### Gemeinsamkeiten von Rotationszerstäubern und Desintegratoren
Rotationswäscher weisen in der Regel eine kompakte Bauform auf. Da sich sowohl Drehzahl als auch der Waschflüssigkeitsstrom getrennt voneinander einstellen lassen, können diese aufgrund ihres Einflusses auf die Tropfengrößenverteilung in breiten Bereichen des Gasdurchsatzes und der Staubbeladung eingesetzt werden. Ein weiterer Vorteil ist, dass in jeder Stufe eine intensive Durchmischung und Trennung von Gas und Absorptionsmittel stattfindet. Dem steht ein erhöhter Energiebedarf gegenüber.

## Einsatz
Rotationswäscher werden in der Regel zur gemeinsamen Abscheidung von gas- und partikelförmigen Verunreinigungen eingesetzt. Sie können auch zur oxidierenden Gaswäsche eingesetzt werden.